# Зеневич, Сергей Леонидович
Сергей Леонидович Зеневич (Козловский) (бел. Сяргей Леанідавіч Зяневіч (Казлоўскі); род. 23 января 1976, Минск) — белорусский футболист, правый защитник; тренер. Мастер спорта Белоруссии. До 1999 года носил фамилию Козловский, затем сменил её на фамилию матери — Зеневич.

## Биография
Воспитанник минских футбольных школ «Трактор» (тренер — Михаил Анатольевич Коноваленко) и «Атака» (тренер — Яков Михайлович Шапиро). В 1993 году начал выступать на взрослом уровне в составе «Атаки», прошёл вместе с командой путь от второго дивизиона до высшего. Всего за «Атаку» сыграл более 100 матчей.
В начале 1998 года вместе с группой игроков «Атаки» перешёл в БАТЭ, но в основном составе не закрепился и во второй половине сезона по приглашению Якова Шапиро играл на правах аренды за «Коммунальник» (Слоним). В начале 1999 года перешёл в молдавский «Шериф», который тогда тренировал белорусский тренер Сергей Боровский, стал обладателем Кубка Молдавии 1998/99. Затем в течение полутора лет нигде не играл, из-за того что «Шериф» не отпускал его за приемлемую сумму. Был на просмотре в петербургском «Зените», но безуспешно.
В 2001 году играл за «Белшину» и выиграл с ней золотой дубль — чемпионат и Кубок Белоруссии. В 2002 году по приглашению Якова Шапиро перешёл в жодинское «Торпедо», где провёл четыре сезона, сыграв более 100 матчей. Затем играл за витебский «Локомотив», «Дариду» и снова за «Белшину».
Всего в высшей лиге Белоруссии сыграл 243 матча и забил 2 гола.
В конце карьеры выступал в низших дивизионах за «Руденск» и «Ведрич-97» (Речица).
В 2012 году стал ассистентом своего бывшего партнёра по «Атаке» и жодинскому «Торпедо» Юрия Малеева, возглавившего мозырскую «Славию». Затем несколько лет работал в школе БАТЭ, возглавлял юношескую команду клуба. В 2019 году вошёл в тренерский штаб «Торпедо-БелАЗ», а в сентябре 2019 года недолго исполнял обязанности главного тренера.
30 июля 2021 года назначен главным тренером «Торпедо-БелАЗ».
17 августа 2022 года назначен и. о. главного тренера БАТЭ.
В августе 2023 года специалист получил тренерскую лицензию категории PRO.
В сентябре 2023 года специалист покинул тренерский шиаб борисовского БАТЭ. В середине сентября 2023 года присоединился к тренерскому штабу армянского клуба «Алашкерт» в роли ассистента главного тренера.